# Realize!
「Realize!」（リアライズ）は、i☆Risの8枚目のシングル。2015年2月18日にDIVE II entertainmentから発売された。

## 概要
- i☆Risの8枚目のシングル。

- 表題曲「Realize!（読み：リアライズ）」は、テレビ東京系アニメ「プリパラ」第3クールオープニングテーマに起用された[3]。
- ミュージックビデオは2014年12月26日に所沢市民文化センター ミューズ マーキーホールで撮影され、ジャケット写真は2015年1月5日に撮影された。
- ミュージックビデオの映像監督は、福居英晃が務めた。
- CDのみ盤にのみ、「わくドキしたいっ!」が収録されている。
- 初回封入特典は、「3CD連動特典[注釈 1]応募者全員プレゼント♪」の応募券が封入されている[4]。

## 収録曲

### CD+DVD盤
1. Realize! [3:50]
作詞・作曲・編曲：板倉孝徳
  - テレビ東京系アニメ「プリパラ」第3クールオープニングテーマ
2. ミライノナマエ [4:01]
作詞：Mio Aoyama、作曲：丸山真由子、編曲：清水武仁
3. Realize!（Instrumental）
4. ミライノナマエ（Instrumental）

DVD
1. Realize! -Music Video-
2. Realize! -Off Shot Movie-

### CDのみ盤
1. Realize!
2. ミライノナマエ
3. わくドキしたいっ! [4:04]
作詞：オノダヒロユキ、作曲・編曲：y0c1e
4. Realize!（Instrumental）
5. ミライノナマエ（Instrumental）
6. わくドキしたいっ!（Instrumental）